# Omni (tijdschrift)
Omni was een invloedrijk populairwetenschappelijk maandelijks tijdschrift uitgegeven in de VS en Groot-Brittannië. Het werd op glossy formaat uitgebracht en was gespecialiseerd in korte SF verhalen, parapsychologie, wetenschappelijke speculaties over de toekomst en nieuwe technologische gadgets.

## Periode van publicatie
Omni werd opgericht in 1978 door Kathy Keeton en uitgegeven door Bob Guccione, de uitgever van Penthouse magazine. Het blad verscheen vanaf oktober 1978 tot 1995. In 1986 verscheen de eerste elektronische versie op CompuServe. In 1996 werd de papieren uitgave gestaakt en was het een puur online internet tijdschrift. In 1998 werd Omni helemaal gestopt toen Kathy Keeton in 1997 overleden was.

## Medewerkers
In Omni werd gepubliceerd door toenmaals onbekende maar later veelal bekende sf-schrijvers als Vernor Vinge, Orson Scott Card en William Gibson. Ook bekende wetenschappers, schrijvers en journalisten schreven geregeld artikelen voor het blad zoals Freeman Dyson en Alvin Toffler. Illustratoren en schilders als  H. R. Giger begonnen hun carrière in Omni.

## Omni op het internetarchief
Het meeste materiaal van Omni is ingescand en online nog steeds in te zien op het internetarchief.
In 2013 werd 'Omni Reboot' gelanceerd met nog ongepubliceerd materiaal.